# Championnat d'Italie de combiné nordique 2011
Le championnat d'Italie de combiné nordique 2011 s'est tenu le 10 février 2011 à Predazzo, au Trampolino dal Ben. La compétition s'est déroulée sur tremplin normal (K95).

## Résultats

### Seniors
| Rang | Athlète            | Temps         |
| ---- | ------------------ | ------------- |
| 1    | Alessandro Pittin  | 23 min 46 s 6 |
| 2    | Giuseppe Michielli | 24 min 22 s 8 |
| 3    | Felix Peselj       | 26 min 07 s 0 |
| 4    | Samuel Costa       | 26 min 21 s 7 |
| 5    | Mattia Runggaldier | 26 min 32 s 6 |
| 6    | Manuel Maierhofer  | 27 min 14 s 3 |
| 7    | Roberto Tomio      | 28 min 10 s 7 |
| 8    | Paolo Corradini    | 29 min 11 s 6 |
| 9    | Christian Bauer    | 29 min 47 s 7 |
| 10   | Raffaele Buzzi     | 30 min 26 s 1 |
| 11   | Daniele Varesco    | 30 min 26 s 3 |
| 12   | Alex Tarquini      | 31 min 36 s 4 |
| 13   | Andrew Lunardi     | 33 min 57 s 3 |
| 14   | Maximilian Thoma   | 34 min 35 s 0 |
| 15   | Gabriele Scarian   | 40 min 48 s 4 |

### Juniors
| Rang | Athlète            | Temps          |
| ---- | ------------------ | -------------- |
| 1    | Samuel Costa       | 26 min 21 s 7  |
| 2    | Mattia Runggaldier | +10 s 9        |
| 3    | Manuel Maierhofer  | +52 s 6        |
| 4    | Roberto Tomio      | +1 min 48 s 9  |
| 5    | Paolo Corradini    | +2 min 49 s 9  |
| 6    | Christian Bauer    | +3 min 26 s 0  |
| 7    | Raffaele Buzzi     | +4 min 04 s 4  |
| 8    | Daniele Varesco    | +4 min 04 s 6  |
| 9    | Alex Tarquini      | +5 min 14 s 7  |
| 10   | Andrew Lunardi     | +7 min 35 s 6  |
| 11   | Maximilian Thoma   | +8 min 13 s 3  |
| 12   | Gabriele Scarian   | +14 min 26 s 7 |